# Punanus
Punanus is een geslacht van hooiwagens uit de familie Epedanidae.
De wetenschappelijke naam Punanus is voor het eerst geldig gepubliceerd door Roewer in 1938. 

## Soorten
Punanus is monotypisch en omvat slechts de volgende soort:
- Punanus tenuis